# Rychlik (Lubusz)
Pour les articles homonymes, voir Rychlik.
Rychlik (prononciation : [ˈrɨxlik]) est un village polonais de la gmina de Sulęcin dans le powiat de Sulęcin de la voïvodie de Lubusz dans l'ouest de la Pologne.
Il se situe à environ 7 kilomètres au sud-ouest de Sulęcin (siège de la gmina et du powiat), 40 kilomètres au sud de Gorzów Wielkopolski (capitale de la voïvodie) et 60 kilomètres au nord-ouest de Zielona Góra (siège de la diétine régionale).

## Histoire
Le nom allemand du village est Reichen.
Après la Seconde Guerre mondiale, avec la mise en œuvre de la ligne Oder-Neisse, le village est intégré à la République populaire de Pologne. La population d'origine allemande est expulsée et remplacée par des polonais.
De 1975 à 1998, le village appartenait administrativement à la voïvodie de Gorzów.

Depuis 1999, il appartient administrativement à la voïvodie de Lubusz